# Wylistek

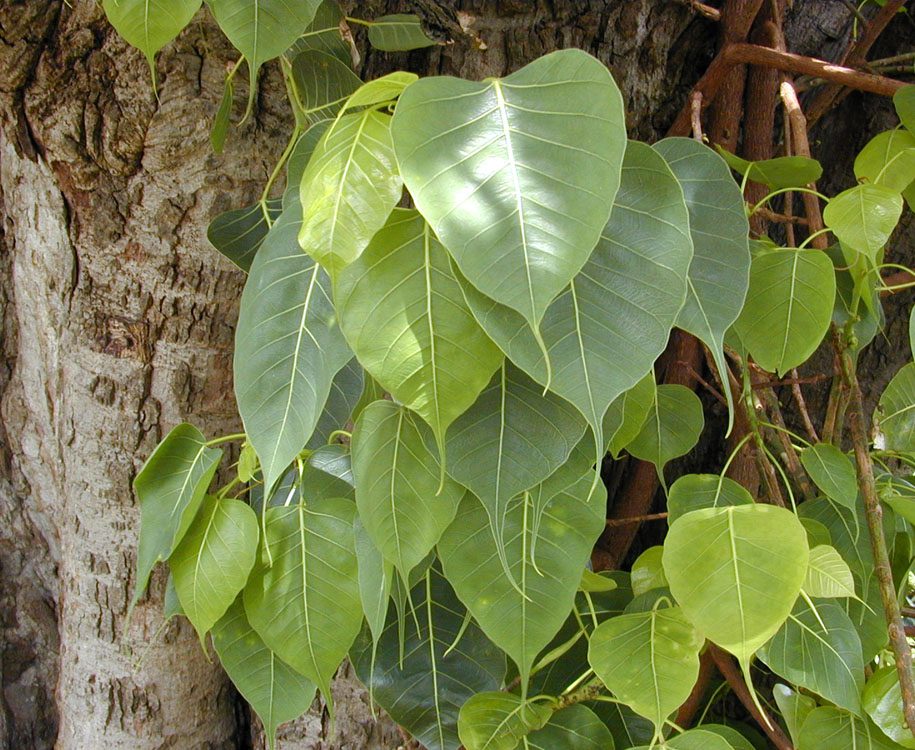
Wylistki na końcach liści figowca pagodowego.

Wylistek – wydłużony, końcowy fragment blaszki liściowej służący do odprowadzania z liścia nadmiaru wody. Występuje u przedstawicieli flory tropikalnej, rosnących na obszarach o dużej wilgotności powietrza lub intensywnych opadach. Liście z wylistkami znane są np. u przedstawicieli figowców Ficus oraz filodendronów Philodendron. 